# Brickleberry
Brickleberry est une série télévisée de sitcom américaine en trente-six épisodes de 22 minutes diffusés entre le 12 septembre 2012 et le 14 avril 2015 sur le réseau Comedy Central.
En France, la série est disponible sur la plateforme Disney+ depuis le 25 mai 2022.
Cette série est inédite dans les autres pays francophones.

## Synopsis
La série suit un groupe de gardes du parc alors qu'ils travaillent dans leur vie quotidienne dans le parc national fictif de Brickleberry près de Hazelhurst dans la région Driftless de l'Illinois.

## Personnages
- Steven Jonah Williams : Il est le principal protagoniste de Brickleberry . C'est un redoutable ranger travaillant au parc forestier de Brickleberry, car il réussit toujours à être "ranger du mois" chaque mois. Steve est complètement idiot et ses erreurs lui causent souvent des ennuis, ainsi qu'aux autres personnages principaux, ce qui rend l'intrigue plus intéressante.
- Woodrow Waylon "Woody" Johnson:  Un des personnages principaux de la série, c'est le ranger en chef du parc forêstier de Brickleberry, et dirige les autres gardes forestiers, y compris Steve. Woody est un corpulent garde forestier corrompu, teigneux et cupide. Il maltraite ses propres employés quotidiennement, sinon minutieusement. Woody est connu pour sa misogynie et sa personnalité méprisable.
- Denzel Jackson: Un des personnages principaux de la série. C'est un afro-américain, travaillant comme ranger au parc forêstier de Brickleberry. Son rôle principal dans la série est de fournir un humour lié aux sujets de race et de sexe tout en servant également de bras droit à Steve l'idiot.
- Ethel Anderson : Un des personnages principaux de la série. C'est une garde forestière excellente, mince et sexy avec un terrible problème d'alcool. Elle est arrivée à Brickleberry après avoir été top ranger à Yellowstone.
- Constance Beatrice "Connie" Cunaman: Un des personnages principaux de la série. Travaillant comme ranger au parc forêstier de Brickleberry, Connie est reconnaissable par son apparence laide, son poids incroyablement lourd, et son appartenance sexuel car elle est lesbienne. Cela lui permet d'avoir une force incroyable et se montrer émotionnellement perturbée.
- Malloy : Le seul des personnages principaux de la série qui n'est pas humain. C'est un adorable ourson adopté par Woody quand il était bébé. Bien qu'il soit mignon et poilu, il est vulgaire, et ses seuls centres d'intérêts dans la vie sont la malbouffe, les jeux vidéo, la télévision et la destruction de l'estime de soi des gens.

## Fiche technique
Sauf indication contraire, les informations mentionnées dans cette section peuvent être confirmées par la base de données cinématographiques IMDb,  présente dans la section « Liens externes ».
- Titre original : Brickleberry
- Réalisation : Zac Moncrief, Brian LoSchiavo, Ira Sherak, Spencer Laudiero, Seung Woo Cha, Ashley J. Long, Matthew Long, Carl Faruolo, Mike Hollingsworth, Bert Ring, Susie Dietter et Paul Lee
- Scénario : Roger Black, Waco O'Guin, Rocky Russo, Jeremy Sosenko, Lewis Morton, Eric Rogers, Josh Weinstein, Greg White, Evan Shames, Andy St. Clair, Eric Goldberg, Lisa Parsons, Peter Tibbals, Paul O'Toole, Deepak Sethi, Sivert Glarum, Michael Jamin, Michael Rowe, Christopher Vane, Kevin Jakubowski, Josh Lehrman et Kyle Stegina
- Musique : Nicolas Barry, Rene Garza Aldape, Tomas Jacobi et Alejandro Valencia
- Casting : Scott Muller
- Montage : Chris Vallance et Andy Tauke
- Animation : Nakjong Kim et Seong Hyun Kim
- Production :
  - Producteur délégué : Roger Black, Joel Kuwahara, Waco O'Guin, Daniel Tosh, Michael Rowe, Christopher Vane, Sivert Glarum, Michael Jamin, Mark McJimsey et Scott D. Greenberg
  - Producteur de l’animation : Zahra Dowlatabadi, Andi Raab et Patty Jausoro
- Sociétés de production : Damn! Show Productions, Black Heart Productions et Fox 21 Television Studios
- Société de distribution : 20th Television
- Chaîne d'origine : Comedy Central
- Pays d'origine :  États-Unis
- Langue originale : anglais
- Genre : sitcom
- Durée : 22 minutes

## Distribution

### Acteurs principaux
- Daniel Tosh (VF : Michel Vigné) : Malloy
- Roger Black (VF : Christophe Lemoine) : Connie
- David Herman (VF : Pierre-François Pistorio) : Steve
- Tom Kenny (VF : Guillaume Orsat) : Woody
- Jerry Minor (VF : Emmanuel Garijo) : Denzel

### Acteurs récurrents et invités
- Waco O'Guin (VF : Michel Mella) : Bobby Possumcods
- Kaitlin Olson puis Natasha Leggero (VF : Anne Massoteau) : Ethel
- John DiMaggio : Duke Dick
- Tara Strong : Amber
- Maurice LaMarche : Donnie
- Carlos Alazraqui : McGill
- Grey Griffin : Astral
- Lucas O'Guin : Brant
- Janell Cox : Anita
- Tress MacNeille : Leslie
- Mark Hamill : Bosco
- Toby Huss : Aubrey
- Sally Stevens
- Sheetal Sheth : Dottie

## Épisodes

### Saison 1 (2012)
1. Bienvenue à Brickleberry (Welcome to Brickleberry)
2. Deux semaines de préavis (Two Weeks Notice)
3. Sauvés par le bong / Sauvés par les boules (Saved by the Balls)
4. Écurpins (Squabbits)
5. Race-à-face! / Guerre des races (Race Off!)
6. Bombe gay (Gay Bomb)
7. Hello Bot / Salut, Dottie ! (Hello Dottie)
8. Steve est chauve (Steve's Bald)
9. Problèmes paternels / Problèmes de père (Daddy Issues)
10. Barrage et déluge (The Dam Show)

### Saison 2 (2013)
1. Le Lac miraculeux / Le lac aux miracles (Miracle Lake)
2. Le Retour / Tendres érections (The Comeback)
3. La copine de Woody (Woody's Girl)
4. Le parc à caravanes (Trailer Park)
5. Parc à risques / Infirmeberry (Crippleberry)
6. Ranger Games / Les Ranger Games (Ranger Games)
7. L'autoroute de la défaite / À la manière de l'autoroute (My Way or the Highway)
8. Le petit Malloy (Little Boy Malloy)
9. Les animaux contre-attaquent (The Animals Strike Back)
10. Le droit chemin (Scared Straight)
11. Voyage vers Mars / Voyage à mars (Trip to Mars)
12. Mon ours préféré (My Favorite Bear)
13. Aparcalypse / L'A-parc-alypse (Aparkalypse)

### Saison 3 (2014-2015)
1. Obamalade / Quand Woody rencontre Obama (Obamascare)
2. In Da Club / Dans le club (In Da Club)
3. Miss Parc National / Madame Parc National (Miss National Park)
4. Ce frangin est mon frère / Les frères, c'est la fraternité (sic) (That Brother's My Father)
5. Le cow-boy chantant (Write 'Em Cowboy)
6. Vieilles blesures (Old Wounds)
7. Le papa du bébé / Bébé-poule (Baby Daddy)
8. Steve, le pilote sans peur (Steve the Fearless Pilot)
9. Gros enjeux / Hautes risques (High Stakes)
10. Alerte Amber (Amber Alert)
11. Flic et fesses / Flics et bas (Cops and Bottoms)
12. Camper n'est pas jouer (Campin' Ain't Easy)
13. Réchauffement climatique / Avertissement climatique (Global Warning)